# Фудбалска репрезентација Гибралтара
Фудбалска репрезентација Гибралтара представља Гибралтар на међународним фудбалским такмичењима и под контролом је Фудбалског савеза Гибралтара.

## Историја
Фудбалски савез Гибралтара је основан 1895. године. Пуноправном чланицом УЕФА-е је постао 2013. године док још није примљен у чланство ФИФА-е али ће учествовати у квалификацијама за Светско првенство у фудбалу 2018. Гибралтар учествује у квалификацијама за Европско првенство у фудбалу 2016. гдје се налази у групи Д. Приликом извлачења група за Квалификације за Европско првенство у фудбалу 2016. Фудбалска репрезентација Гибралтара због политичке ситуације није се могла наћи у истој квалификационој групи са Шпанијом.

## Успјеси

### Светска првенства
| Година       | Коло                  |
| ------------ | --------------------- |
| 1930 до 2014 | Није учествовала      |
| 2018 до 2022 | Није се квалификовала |
| Укупно       | 0/22                  |

### Европска првенства
| Година       | Коло                  |
| ------------ | --------------------- |
| 1960 до 2012 | Није учествовала      |
| 2016 до 2024 | Није се квалификовала |
| Укупно       | 0/17                  |

### Лига нација
| Рекорди у УЕФА Лиги нација | Рекорди у УЕФА Лиги нација | Рекорди у УЕФА Лиги нација | Рекорди у УЕФА Лиги нација | Рекорди у УЕФА Лиги нација | Рекорди у УЕФА Лиги нација | Рекорди у УЕФА Лиги нација | Рекорди у УЕФА Лиги нација | Рекорди у УЕФА Лиги нација | Рекорди у УЕФА Лиги нација | Рекорди у УЕФА Лиги нација |
| Сезона                     | Лига                       | Група                      | ИГ                         | П                          | Н                          | И                          | ГД                         | ГП                         | П/И                        | Поз.                       |
| -------------------------- | -------------------------- | -------------------------- | -------------------------- | -------------------------- | -------------------------- | -------------------------- | -------------------------- | -------------------------- | -------------------------- | -------------------------- |
| 2018/19.                   | Д                          | 4                          | 6                          | 2                          | 0                          | 4                          | 5                          | 15                         | Same position              | 49.                        |
| 2020/21.                   | Д                          | 2                          | 4                          | 2                          | 2                          | 0                          | 3                          | 1                          | Раст                       | 49.                        |
| 2022/23.                   | Ц                          | 4                          | 6                          | 0                          | 1                          | 5                          | 3                          | 18                         |                            |                            |
| Укупно                     | Укупно                     | Укупно                     | 16                         | 4                          | 3                          | 9                          | 11                         | 34                         |                            |                            |